# Belovo, Bulgaria
Belovo (în bulgară Белово) este un oraș în partea de sud-vest a Bulgariei. Aparține de  Obștina Belovo, Regiunea Pazargik.

## Demografie
Componența etnică a orașului Belovo
     Bulgari (89,74%)
     Romi (6,54%)
     Nicio identificare (3,24%)
     Altele (0,46%)
La recensământul din 2011, populația orașului Belovo era de 3.911 locuitori. Din punct de vedere etnic, majoritatea locuitorilor (89,74%) erau bulgari, cu o minoritate de romi (6,54%). Pentru 3,24% din locuitori nu este cunoscută apartenența etnică.